# Jorge Ibraín Tortoza Cruz
Jorge Ibraín Tortoza Cruz (Venezuela - Ídem, 11 de abril de 2002) fue un fotógrafo y periodista venezolano. Tortoza fue una de las víctimas de los sucesos de Puente Llaguno durante el golpe de Estado de 2002 en Venezuela.

## Biografía
Tortoza había trabajado en el laboratorio de fotografía de la policía judicial. Trabajaba en el Diario 2001 desde hacía once años, y se encontraba cubriendo una protesta convocada por opositores de Hugo Chávez en el contexto del golpe de Estado en Venezuela de 2002 y en la que hubo enfrentamiento entre opositores y simpatizantes a Chávez en los alrededores del Palacio de Miraflores. Tortoza se encontraba cubriendo los enfrentamientos cuando fue alcanzado por disparos desde Puente Llaguno. Reporteros Sin Fronteras y el Comité para la Protección de los Periodistas denunciaron en 2002 y 2003, respectivamente, que la investigación relativa a su muerte era opaca y que tampoco había dado resultados, pidiendo que el crimen no quedara impune.